# Argonne (Wisconsin)
Argonne es un pueblo ubicado en el condado de Forest en el estado estadounidense de Wisconsin. En el Censo de 2010 tenía una población de 512 habitantes y una densidad poblacional de 1,82 personas por km².

## Geografía
Argonne se encuentra ubicado en las coordenadas 45°47′46″N 88°51′37″O / 45.79611, -88.86028. Según la Oficina del Censo de los Estados Unidos, Argonne tiene una superficie total de 280.64 km², de la cual 280.42 km² corresponden a tierra firme y (0.08%) 0.21 km² es agua.

## Demografía
Según el censo de 2010, había 512 personas residiendo en Argonne. La densidad de población era de 1,82 hab./km². De los 512 habitantes, Argonne estaba compuesto por el 91.21% blancos, el 0.59% eran afroamericanos, el 2.54% eran amerindios, el 0.39% eran asiáticos, el 0% eran isleños del Pacífico, el 0% eran de otras razas y el 5.27% pertenecían a dos o más razas. Del total de la población el 1.76% eran hispanos o latinos de cualquier raza.